# Foschia
La foschia o bruma è una sospensione di minuscole goccioline di acqua liquida in aria che causa una riduzione di visibilità da 1 a 5 km.
Differisce dalla nebbia in quanto costituita da un più leggero addensamento di acqua, per questo motivo la nebbia è caratterizzata da una minore visibilità (che si assume, convenzionalmente, inferiore a 1 km).
È spesso visibile all'orizzonte del mare o lungo la costa.

## Galleria d'immagini

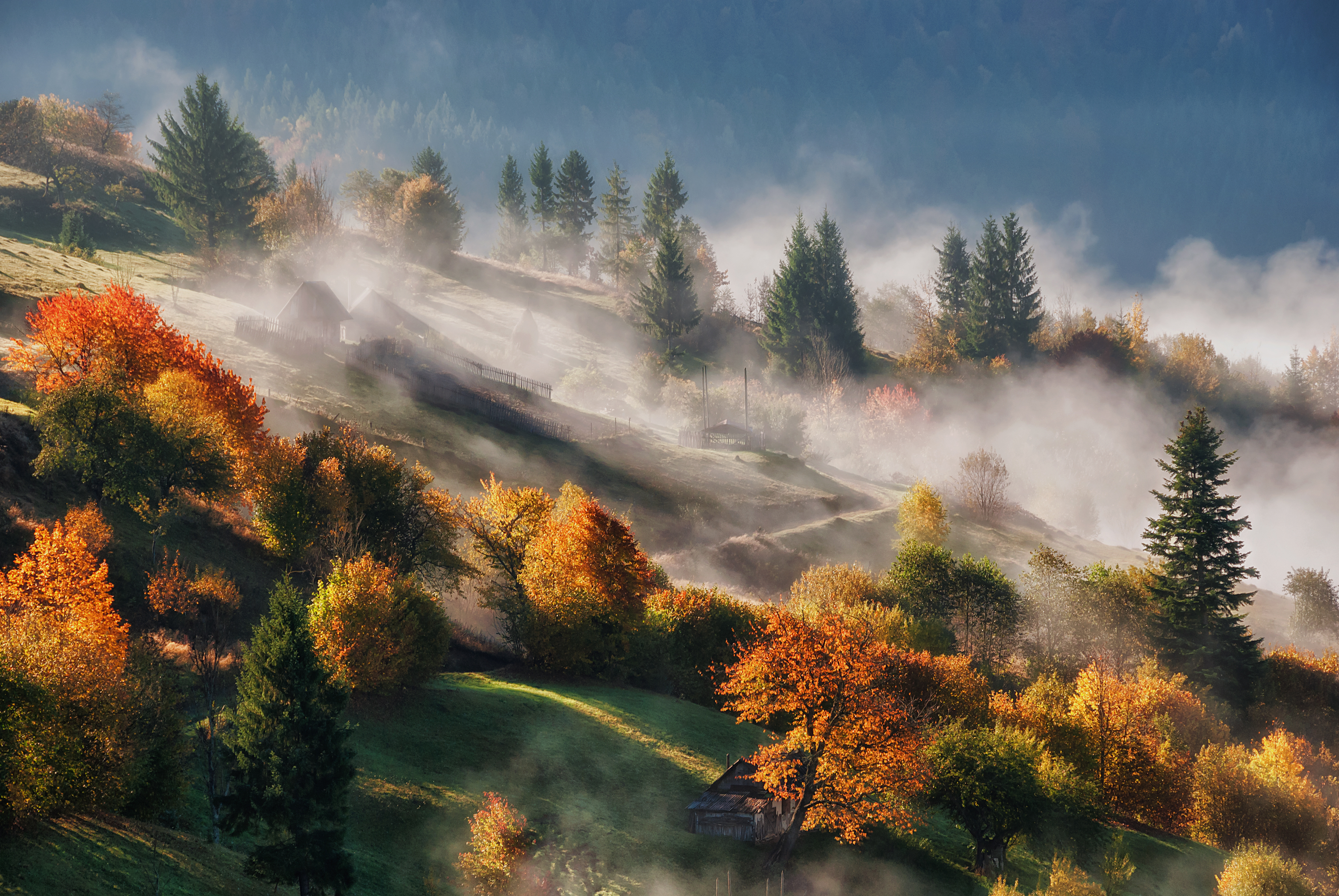
Foschia in autunno nella periferia di Rakhiv, Riserva della Biosfera dei Carpazi, Ucraina.
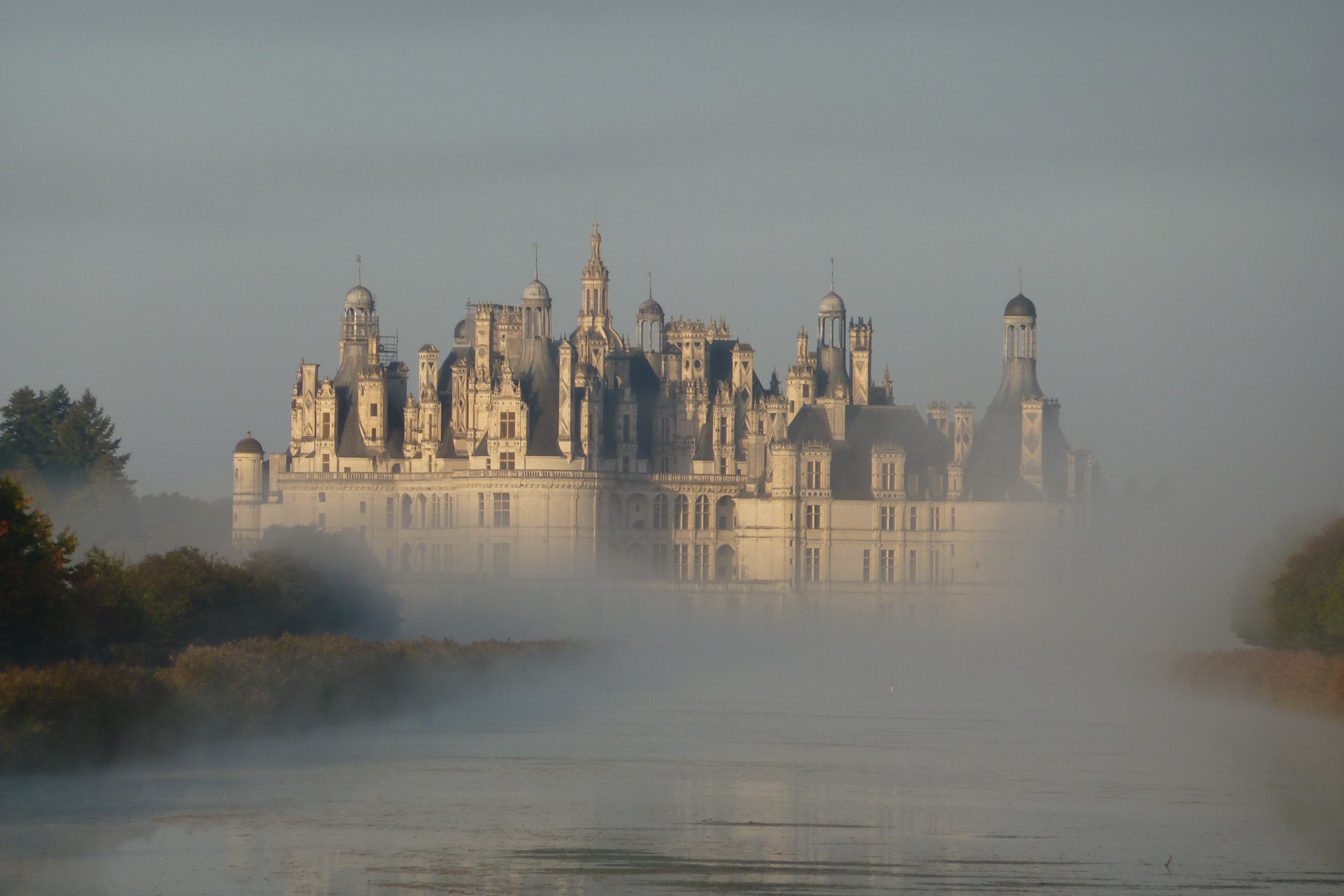
Il castello di Chambord in Francia, nella nebbia.
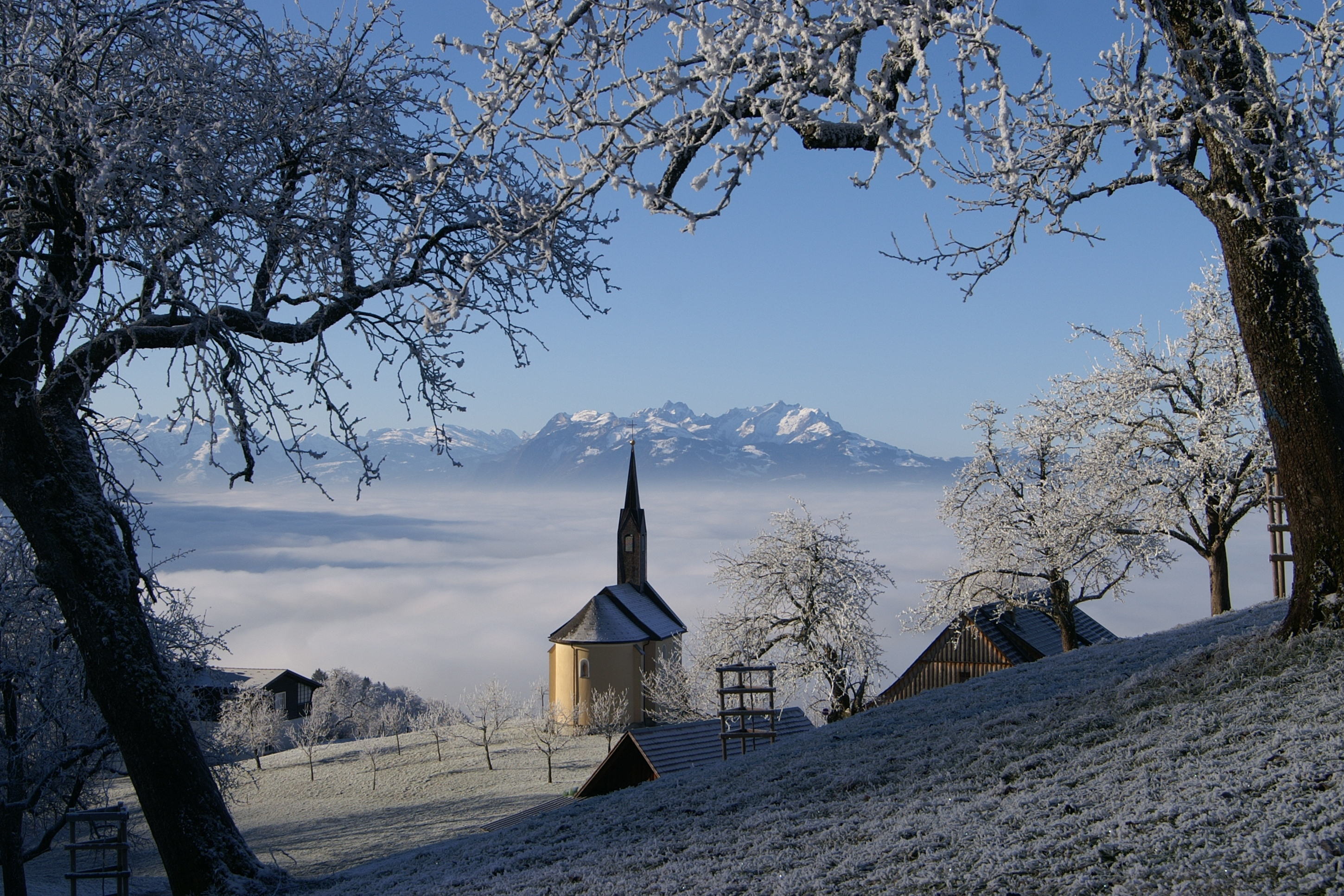
Foschia vicino al confine tra Austria e Svizzera nel dicembre 2006.
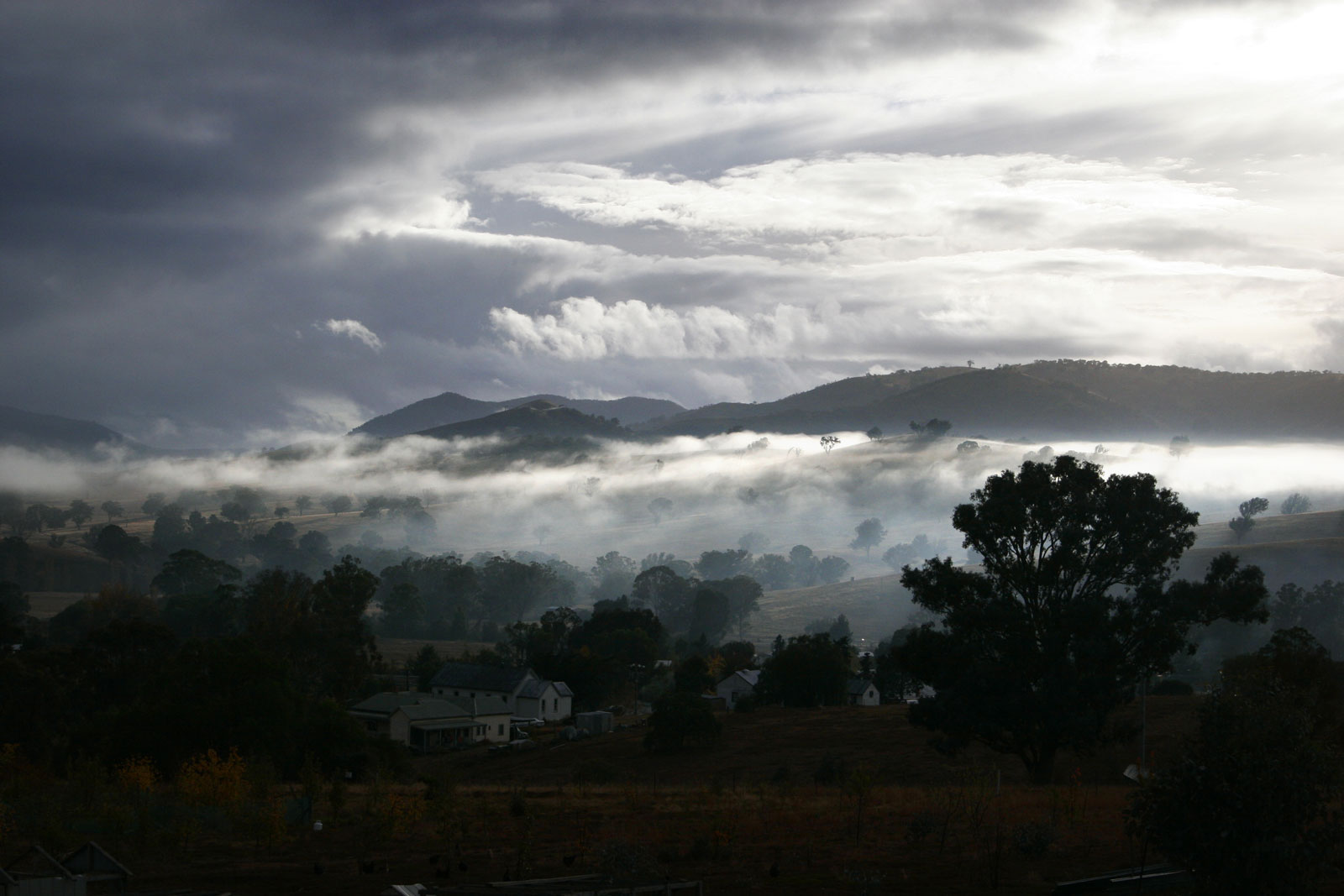
Foschia mattutina a Swifts Creek.
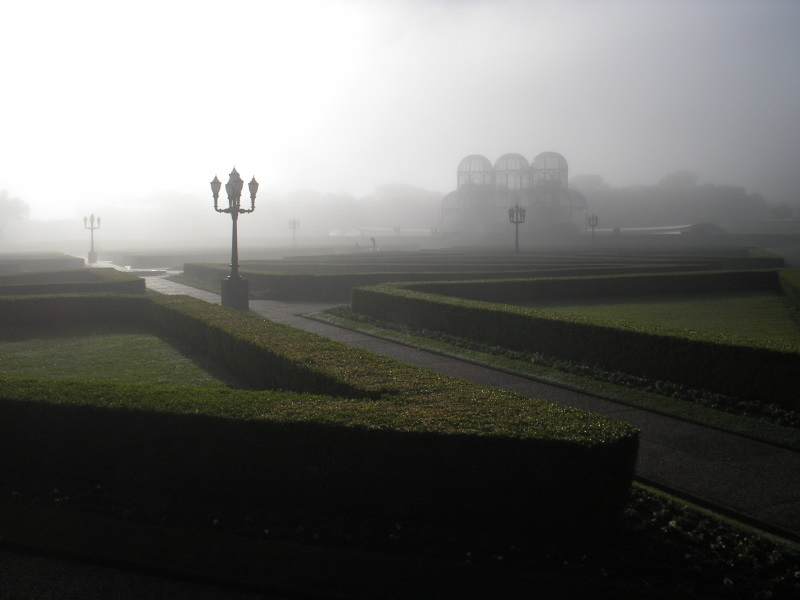
Foschia a Curitiba, Brasile.
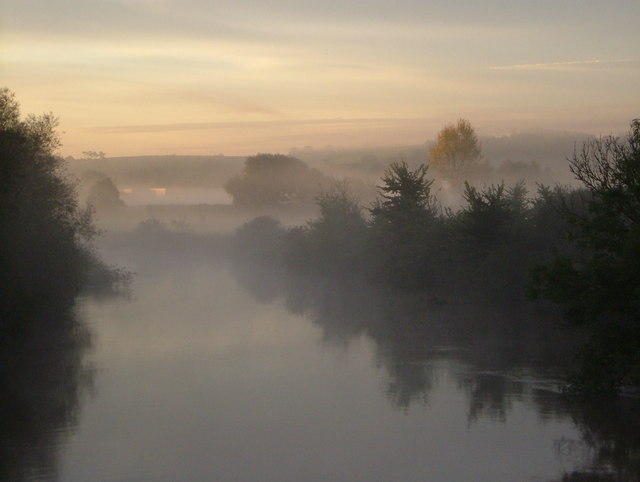
Fiume Exe nella foschia.